# Krištof Cellarius
Krištof (Keller) Cellarius je bil nemški klasični učenjak iz Schmalkaldna, ki je deloval v Weimarju in Halleju, * 22. november 1638, † 4. junij 1707. 
Delitev evropske zgodovine na stari, srednji in novi vek sta prakticirala že italijanska renesančna učenjaka Leonardo Bruni in Flavio Biondo, vendar je šele Cellariusova Univerzalna zgodovina, razdeljena na staroveško, srednjeveško in novodobno obdobje pomagala popularizirati takšno razdelitev. Po njem je ta delitev postala standardna. 
Njemu v čast se Knjižnica Univerze uporabnih znanosti v Schmalkaldnu po njem imenuje "Cellarius Bibliothek". 

## Vir
- Johann Wolfgang von Goethe. Memoirs of Goethe, Cellarius, Henry Colburn (London), 1824.